# 白钰鸣
白钰鸣（2007年1月10日—），陕西人，中国跳水运动员，2022年世界游泳锦标赛混合团体金牌得主、2023年世界游泳锦标赛混合团体金牌得主。他的双胞胎兄弟白钰豪同样也是跳水运动员。